# Larentia exoriens
Larentia exoriens là một loài bướm đêm trong họ Geometridae.